# کیئو (دوره)
کیئو (به ژاپنی: 慶応 Keiō) نام عصر ژاپنی بعد از گنجی (دوره) و قبل از دوره میجی بود. این دوره از آوریل ۱۸۶۵ تا اکتبر ۱۸۶۸ ادامه داشت. در این دوره امپراتور کومی و امپراتور میجی امپراتور ژاپن بودند.

## تغییر دوران
۱ مه ۱۸۶۵ (سال دوم گنجی (دوره)/سال اول کیئو، هفتمین روز از ماه چهارم) Keiō gannen (慶応元年) آغاز شد: نام دوره جدید کیئو (به معنی "پاسخ شادی بخش") برای نشان دادن حادثه کینمون ایجاد شد. دوره قبلی به پایان رسید و دوره جدیدی در سال دوم گنجی آغاز شد.

## رویدادها
- ۲۳ اکتبر ۱۸۶۸ (روز هشتم از ماه نهم سال چهارم کیئو /میجی ۱،): ننگو رسماً از کیئو به دوره میجی تغییر یافت؛ و عفو عمومی اعطا شد. تصویب ننگو به میجی به صورت عطف به ماسبق به ۲۵ ژانویه ۱۸۶۸ (کیئو ۴/میجی ۱، روز اول از ماه اول) انجام شد.